# Informatização
Informatização é a aplicação da informática às atividades de uma empresa. A informática pode ser entendida como ciência que estuda o conjunto de informações e conhecimentos por meios digitais. 

## Descrição
Hoje em dia, o computador é uma ferramenta de trabalho que é indispensável, pois ele está presente em vários ramos da atividade humana.
Num mundo globalizado e cada vez mais competitivo, é essencial que as pessoas pertencentes à população economicamente ativa, dominem as funções básicas de informática, tendo em vista que a expansão de setores da economia como o terciário, fez aumentar o uso de computadores. Por isso, não se pode mais ignorar a presença dessa ferramenta tão útil no dia a dia.
Portanto, com a necessidade de criar ferramentas que facilitassem o seu trabalho diário, o homem passou a aprimorar cada vez mais os computadores, pois a sua utilização não apenas poupa tempo e dinheiro, mas também permite a possibilidade de uma gestão cada vez melhor de estoques, informações, serviços etc.
Por muito tempo, o homem produziu, criou ou simplesmente modificou seu habitat de forma direta, delegando missões a pessoas e esperando a resposta, que por vezes se fazia demorada. Entretanto, com o advento do computador, o trabalho se tornou mais ágil e com resposta imediata, sendo possível a troca imediata de informações no ambiente corporativo.
Nesse contexto, a sociedade tem se tornado cada vez mais dependente desta nova ferramenta de trabalho, que não só está inserida na forma de computadores de mesa (desktop), mas também em: consoles,smartphones, sistemas embarcados, etc. Atualmente, com o mundo cada vez mais conectado, e o aparecimento de tecnologias de integração de dados em tempo real e machine learning, a informática aparece como o elemento central do movimento tecnológico conhecido como indústria 4.0. 